# Palaeospheniscinae
A Palaeospheniscinae a madarak (Aves) osztályának pingvinalakúak (Sphenisciformes) rendjébe, ezen belül a pingvinfélék (Spheniscidae) családjába tartozó fosszilis alcsalád.

## Rendszerezés
Az alcsaládba az alábbi 2 nem tartozik:
- Eretiscus Olson, 1986 - kora miocén; Argentína, Patagónia
- Palaeospheniscus Moreno & Mercerat, 1891 - típusnem; miocén; Dél-Amerika